# Montromant
Montromant é uma comuna francesa na região administrativa de Auvérnia-Ródano-Alpes, no departamento de Ródano. Estende-se por uma área de 10,99 km². Em 2010 a comuna tinha 461 habitantes (densidade: 41,9 hab./km²).